# Guillermo Alcaide
Guillermo Alcaide Justel (* 27. Mai 1986 in Madrid) ist ein ehemaliger spanischer Tennisspieler.

## Karriere
Guillermo Alcaide war bereits als Junior erfolgreich und kam unter anderem bei den Wimbledon Championships 2004 ins Halbfinale des Doppelbewerbs. Seine beste Platzierung war ein kombinierter 9. Rang. Auf der Profitour spielte er hauptsächlich Turniere der drittklassigen ITF Future Tour sowie der zweitklassigen ATP Challenger Tour. Auf der Future Tour gewann er in seiner Karriere fünf Einzel- und drei Doppeltitel. Sein Debüt auf der ATP World Tour feierte er 2008 in Barcelona. Er erhielt mit Albert Montañés eine Wildcard für den Doppelbewerb und verlor gegen Juan Ignacio Chela und Pablo Cuevas in drei Sätzen. Im Folgejahr trat Alcaide wieder in Barcelona mit einer Wildcard an. Diesmal verlief sein Erstrundenmatch erfolgreicher, er konnte mit seinem Landsmann Alberto Martín das Duo Stephen Huss und Ross Hutchins besiegen. In der zweiten Runde mussten sie sich Bruno Soares und Kevin Ullyett glatt in zwei Sätzen geschlagen geben.
2010 feierte Alcaide sein Grand-Slam-Debüt. Nachdem er bei den French Open noch in der Qualifikation gescheitert war, gelang ihm bei den Wimbledon Championships die erfolgreiche Qualifikation für das Einzelfeld. In der ersten Runde traf er auf den gesetzten Gilles Simon, gegen den er in drei Sätzen verlor. Im November 2010 schaffte er mit einem 195. Rang erstmals den Sprung in die Top 200 und damit seine erfolgreichste Platzierung in der Weltrangliste. Im Jahr 2011 konnte er seinen größten Triumph auf der Challenger Tour feiern, als er in Casablanca gemeinsam mit Adrián Menéndez den Doppeltitel gewann. Er spielte bis 2011 regelmäßig Tennis, ehe er seine Karriere beendete. Bis 2015 spielte er noch lediglich einige wenige Future-Turniere.
Alcaide stand 2008 für den RC Herpersdorf im Kader, spielte jedoch kein Spiel in der 2. Tennis-Bundesliga, da das Team vor Beginn der Saison zurückzog. In den Jahren 2011 und 2012 spielte er in der 2. Tennis-Bundesliga für den TV Reutlingen.

## Erfolge
| Legende (Anzahl der Siege)  |
| Grand Slam                  |
| ATP World Tour Finals       |
| ATP World Tour Masters 1000 |
| ATP World Tour 500          |
| ATP World Tour 250          |
| ATP Challenger Tour (1)     |

### Doppel

#### Turniersiege
| Nr. | Datum            | Turnier    | Belag | Partner         | Finalgegner                      | Ergebnis |
| --- | ---------------- | ---------- | ----- | --------------- | -------------------------------- | -------- |
| 1.  | 25. Februar 2011 | Casablanca | Sand  | Adrián Menéndez | Leonardo Tavares Simone Vagnozzi | 6:2, 6:1 |